# Nécropole nationale de Noyon
La nécropole nationale de Noyon est un cimetière militaire de la Première Guerre mondiale situé sur le territoire de la commune de Remy dans le département de l'Oise.

## Historique
La nécropole nationale de Noyon a été créée le 19 juin 1919. 

## Caractéristiques
La superficie du cimetière est de 0,69 ha, il compte 1 727 dépouilles de soldats et d'une victime civile, 1 022 tombes individuelles et 699 soldats dans un ossuaire. 4 corps de soldats de la Seconde Guerre mondiale reposent également dans ce cimetière. 